# Zhuhai Television
Zhuhai Television of ZHTV is de lokale omroep van de Mandarijn stadsprefectuur Zhuhai, dat naast Macau ligt. ZHTV werd op 1 februari 1985 opgericht. De voertaal van ZHTV is Standaardmandarijn. De omroep gebruikt PAL-I UHF CH20 om uit te zenden. ZHTV bestaat uit de televisiezender ZHTV-1 en de twee radiozenders ZHTV FM95.1 en ZHTV FM87.5. ZHTV zendt uit vanaf de berg Chuande Shan 船底山.